# مائورو پاگانی
مائورو پاگانی (ایتالیایی: Mauro Pagani؛ زادهٔ ۵ فوریهٔ ۱۹۴۶) خواننده، آهنگساز، نوازنده چند ساز و خواننده-ترانه‌پرداز اهل ایتالیا است. وی در سال‌هایی که در گروه «پرمیاتا فورنریا مارکونی» (PFM) فعالیت می‌کرد، پاگانی مسئول نوشتن تمام متن‌های قطعات بود که در نسخه‌های انگلیسی آلبوم‌ها آن‌ها را با پیتر سینفیلد (ترانه‌سرای گروه کینگ کریمسون) می‌نوشت و سهم قابل توجهی در شکل‌گیری صداهای گروه داشت. او برای هفت سال در «پرمیاتا فورنریا مارکونی» فعالیت کرد و پس از تور ژاپن در سال ۱۹۷۵ توسط منتقدان ژاپنی به‌عنوان یکی از ۱۰ نوازنده برتر جهان معرفی شد.

در سال 1974 با مترجم ایتالیایی آدالائورا کوئینکه ازدواج کرد و به‌عنوان هدیه عروسی از گرگ لیک (که «پرمیاتا فورنریا مارکونی» را به لندن برد و در موفقیت بین‌المللی آن‌ها کمک زیادی کرد) یک ویولن دریافت کرد؛ فرزند اول او فرناندا در سال ۱۹۹۱ و فرزند دومش لئوناردا در در سال ۱۹۹۷ به‌دنیا آمد.
از فیلم‌ها یا مجموعه‌های تلویزیونی که وی در آن‌ها نقش داشته‌است، می‌توان به نیروانا اشاره نمود.